# باد هال
باد هال (به آلمانی: Bad Hall) یک شهر و شهرک با حقوق شهرک و روستای سابق در اتریش است که در ناحیه استیر لند واقع شده‌است. باد هال ۱۳٫۳۸ کیلومتر مربع مساحت دارد ۳۸۰ متر بالاتر از سطح دریا واقع شده‌است.

## خواهرخوانده
شهر اشتیا خواهرخواندهٔ باد هال هست.